# Conquereuil
Conquereuil är en kommun i departementet Loire-Atlantique i regionen Pays de la Loire i nordvästra Frankrike. Kommunen ligger i kantonen Guémené-Penfao som tillhör arrondissementet Châteaubriant. År 2022 hade Conquereuil 1 072 invånare.

## Befolkningsutveckling
Antalet invånare i kommunen Conquereuil
| Referens: INSEE |